# Lonchaea tibialis
Lonchaea tibialis är en tvåvingeart som beskrevs av Macgowan 2004. Lonchaea tibialis ingår i släktet Lonchaea och familjen stjärtflugor.
Artens utbredningsområde är Tunisien. Inga underarter finns listade i Catalogue of Life.